# فردریش فون اشتولپناگل
فردریش فون اشتولپناگل (آلمانی: Friedrich von Stülpnagel; ۱۶ ژوئیهٔ ۱۹۱۳ – ۷ ژوئیهٔ ۱۹۹۶) دونده سرعت اهل آلمان بود.